# Dimeromyces corynitis
Dimeromyces corynitis är en svampart som beskrevs av Thaxt. 1912. Dimeromyces corynitis ingår i släktet Dimeromyces och familjen Laboulbeniaceae.  Arten är reproducerande i Sverige. Inga underarter finns listade i Catalogue of Life.